# 新德文斯克
新德文斯克（俄语：Новодви́нск）是俄羅斯阿爾漢格爾斯克州的一個城市，位於北德維納河下游左岸。2002年人口為43,383人。
1936年建城。1977年設市並改為現名。
64°25′N 40°49′E / 64.42°N 40.82°E